# Вебінар

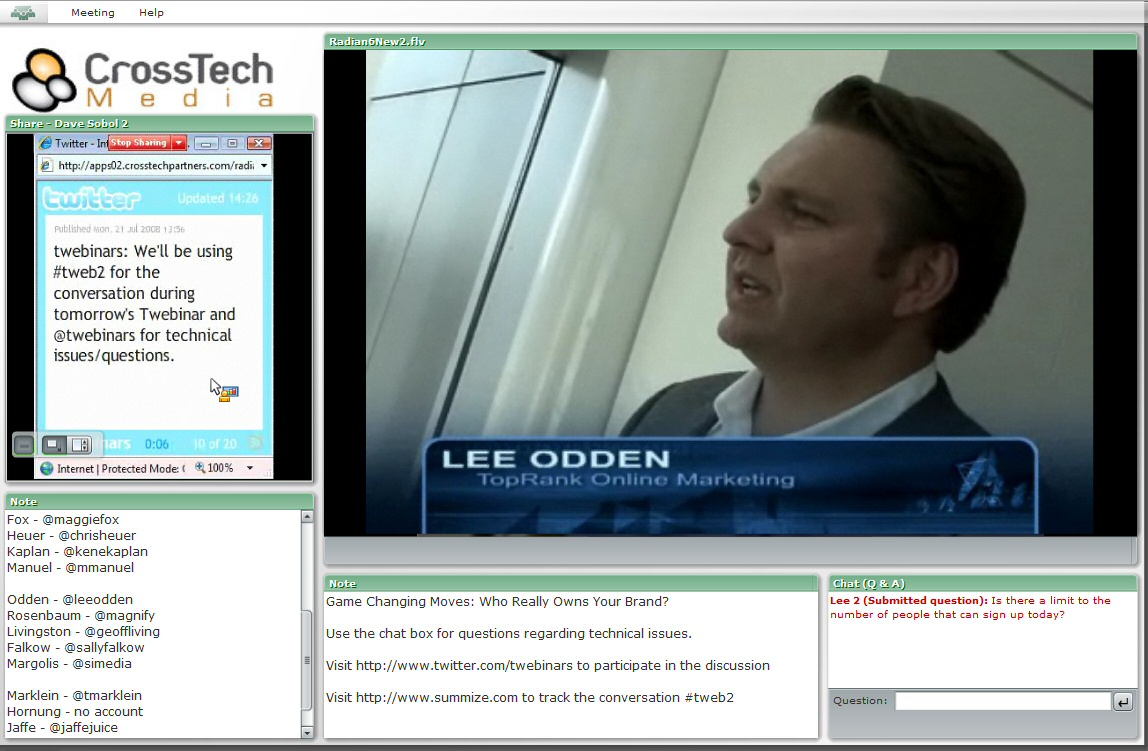
Приклад вебінару. Принт-скрин.

Вебіна́р (англ. webinar) — спосіб організації зустрічей онлайн, формат проведення семінарів, тренінгів та інших заходів за допомогою Інтернету.

## Загальна характеристика Вебінару
Це неологізм, утворений поєднанням слів веб (англ. «мережа») та семінар. Для організації вебінару використовуються технології відеоконференції, інтернет-телефонії та ін. Вебінари поширені в діловому середовищі. Дедалі більшого значення набувають вебінари й у дистанційній освіті.
Вебінар як особлива форма навчання з'явився в кінці 1990-х рр., коли в мережі Інтернет стали масово використовуватися надійні системи конференц-зв'язку. Торговий знак «Webinar» був зареєстрований в 1998 р.; в даний його власником є компанія InterCall.
У перші роки після появи Інтернету терміном «вебконференція» часто називали гілку форуму або дошки оголошень. Пізніше термін набув значення спілкування саме в режимі реального часу.
Вебінари можуть бути спільними і включати в себе сеанси голосувань і опитувань, що забезпечує повну взаємодію між авдиторією та ведучим. У деяких випадках ведучий може говорити через телефон, коментуючи інформацію, що відображається на екрані, а слухачі можуть йому відповідати, переважно по телефону з гучномовцем. На ринку також присутні технології, в яких реалізована підтримка VoIP-авдіотехнологій, що забезпечують повноцінний авдіозв'язок через мережу онлайн. Вебінарам (залежно від провайдера) може бути властива функція анонімності або «невидимості» користувачів, завдяки чому учасники однієї і тієї самої конференції можуть не знати про присутність один одного.
Вебінаромаратон (маратон вебінарів) — міжнародний проєкт міжнародної науково-освітньої організації філологів «Захід-Схід» ISPOP, цикл щотижневих вебінарів, зініційований як міжнародний проєкт міжнародної науково-освітньої організації філологів «Захід-Схід» ISPOP. Безкоштовний маратон вебінарів для філологів та викладачів за участі: грузинських, українських, польських, словацьких, болгарських, іспанських, французьких, німецьких, угорських філологів та викладачів, які навчають іноземних мов.
Перевагами вебінарів є: (О. Д. Словінська)
- Економія коштів. Не потрібно платити за оренду залу, харчування, друковані матеріали, транспортні витрати. Особливо це актуально для компаній із широким географічним покриттям.
- Масштаб аудиторії. У вебінарі може брати участь необмежена кількість учасників. За винятком тих випадків, коли йдеться про тренінг, тому що під час тренінгу тренер повинен не тільки видавати інформацію, а й отримувати її. Зокрема, відстежувати реакції аудиторії й оперативно адаптувати форму подачі інформації для забезпечення виконання навчального завдання.
- Прямий доступ до допоміжних бібліотек. Прямо в процесі навчання студент може відвідати онлайн будь-яке сховище даних, зазначених у вебінарі. Це також зручно для викладача, який може заздалегідь підготувати необхідні посилання на зовнішні ресурси.
- Легка архівація. Вебінар легко може бути збережений, заархівований, розміщений на веб-ресурсі або електронному носії та наданий на вимогу. Більш того, з матеріалів вебінару цілком можна створити електронний курсРозширена географія події. Проведення заходу в онлайн режимі дозволяє як лектору, так і його слухачам долучатися до зустрічі з будь-якої точки світу.
- Також до цього входять:
  1. Інтерактивність. Функціонал всіх платформ для проведення вебінарів дає можливість демонструвати учасникам презентації, відеоролики, проводити анкетування та відкривати доступ до текстових документів. Окрім того, усі присутні можуть спілкуватися між собою в чаті та ставити запитання спікеру
  2. Збереження запису трансляції. Така функція є дуже корисною, оскільки будь-хто з учасників може повторно переглянути її та освіжити в пам’яті інформацію. Також запис може переглянути той із запрошених, хто з певних причин не зміг бути присутнім в обумовлений час. Збережені відео можна надалі використовувати для навчання чи проведення маркетингових акцій.

Серед недоліків виокремлюють:
- Особистісний контакт. Відсутній факт фізичної присутності поруч співрозмовників. Відповідно, процес тренування майже неможливий: учасник не відчуває реакції інших людей на свої прояви.
- Обмежена можливість тренування. Неможливо ефективно тренувати очну комунікацію в умовах її відсутності. Втрачається можливість ефективно проводити групові та парні вправи, падає рівень персональної відповідальності, втрачається ефект переживання особистого досвіду, учасники позбавлені можливості моделювати свої стратегії в умовах живого спілкування.
- Ускладнена робота з особистими якостями. Часто для підвищення ефективності тренінгу конкретної людини необхідно працювати з її мотивацією, переконаннями. В межаах вебінару це фактично неможливо з трьох причин: по-перше тренер не може бачити реакцій людини, по-друге, кількість учасників вебінару може не припускати такої роботи і, по-третє, для учасника немає гарантії конфіденційності.
- Відсутність гарантії конфіденційності. У процесі класичного тренінгу одне із завдань тренера – створити "безпечний простір" тренування. Тобто забезпечити для учасників можливість проявлятися будь-яким способом, не боячись, що ця інформація вийде за межі тренувального майданчика (залу). У вебінарі така гарантія завжди під великим питанням.
- Ускладнена фасилітація. Тренування передбачає гнучку структуру навчальної програми, адаптивної до потреб учасників, — тобто навчальна задача зафіксована, а шляхи її досягнення гнучкі. Для того, щоб якісно проводити тренування, тренер повинен мати можливість оперативно прояснювати потреби, відстежувати реакції і стан учасників. У межах вебінару це неможливо.